# Rodynske
Rodinskoïe
Rodynske (en ukrainien : Родинське) ou Rodinskoïe (en russe : Родинское) est une ville minière de l'oblast de Donetsk, en Ukraine. Sa population s'élevait à 1 500 habitants en 2025.

## Géographie
Rodynske est située à 8 km au nord de Pokrovsk, dans le Donbass, à 60 km au nord-ouest de Donetsk. Elle se trouve entre deux rivières, le Kazenny Torets à l'est, un affluent du Donets dans le bassin hydrographique du fleuve Don, et la Hrychynka à l'ouest, affluente de la rivière Byk, puis de la rivière Samara, dans le système hydrologique de la rive gauche du fleuve Dniepr. La localité se trouve donc à proximité de la ligne de partage des eaux entre les bassins fluviaux du Don à l'est, et du Dniepr à l'ouest.

## Administration
Rodynske fait partie de la municipalité de Pokrovsk (en ukrainien : Покровська міська рада, Pokrovs'ka mis'ka rada), qui comprend également la ville de Pokrovsk et la commune urbaine de Chevtchenko.

## Histoire
Rodynske est fondée en 1950 comme cité minière dans le cadre de la mise en exploitation de gisements de charbon. Elle reçoit le statut de la ville en 1962. L'extraction de charbon se poursuit dans les mines « Rodinskaïa » et « Krasnolimanskaïa ».

## Population
Recensements (*) ou estimations de la population :
| 1959*  | 1970*  | 1979*  | 1989*  | 2001*  |
| ------ | ------ | ------ | ------ | ------ |
| 11 863 | 16 651 | 15 112 | 15 212 | 11 996 |

| 2009   | 2010   | 2011   | 2012   | 2013   |
| ------ | ------ | ------ | ------ | ------ |
| 11 095 | 11 002 | 10 867 | 10 773 | 10 698 |